# Oś optyczna kryształu
Oś optyczna – kierunek w krysztale dwójłomnym, wzdłuż którego światło porusza się z tą samą prędkością niezależnie od kierunku polaryzacji. Jest to związane z tym, że współczynnik przenikalności elektrycznej ε i współczynnik załamania światła n, są równe dla kierunków polaryzacji prostopadłych do osi optycznej. Jeśli światło porusza się wzdłuż osi optycznej, nie następuje rozszczepienie wiązki światła na dwie – (promień zwyczajny i nadzwyczajny).
W kryształach mogą występować jedna lub dwie osie optyczne. Kryształy są wtedy nazywane odpowiednio jednoosiowymi lub dwuosiowymi.